# Le Vert (Deux-Sèvres)
Le Vert település Franciaországban, Deux-Sèvres megyében. Lakosainak száma 118 fő (2022. január 1.). Le Vert Dampierre-sur-Boutonne, Saint-Séverin-sur-Boutonne, Chizé, Villiers-en-Bois és Plaine-d’Argenson községekkel határos.

## Népesség
A település népességének változása:
| Lakosok száma | 132  | 129  | 131  | 128  | 128  | 129  | 125  | 122  | 118  |
|               | 2013 | 2015 | 2016 | 2017 | 2018 | 2019 | 2020 | 2021 | 2022 |